# 妙見山古墳 (今治市)
妙見山古墳（みょうけんさんこふん、妙見山1号墳）は、愛媛県今治市大西町宮脇にある古墳。形状は前方後円墳。妙見山古墳群を構成する古墳の1つ。国の史跡に指定されている。

## 概要
愛媛県北部、瀬戸内海の斎灘を望む丘陵（標高約80メートル）上に築造された古墳である。同じく丘陵上の2号墳・3号墳とともに妙見山古墳群を形成する。これまでに 1990-1993年度（平成2-5年度）に発掘調査が実施されている。
墳形は前方部が短くバチ状に開く分銅形の前方後円形で、前方部を東方に向ける。墳丘は2段築成で、大部分は地山の削り出しにより、一部は盛土による。段築部・墳裾部では列石が巡らされ、墳丘表面では二重口縁壺形土器・器台形土器（伊予型特殊器台）が検出されているが、葺石は認められていない。埋葬施設は竪穴式石槨で、後円部・前方部に1基ずつの計2基が認められる。いずれも石室主軸を墳丘主軸と平行の東西方向（西頭位）とし、石槨内からは副葬品が検出されている。以上より、築造年代は4世紀初頭にあたる古墳時代前期前半頃と推定されている。
古墳時代前期に海浜部に意図的に築造されることを特徴として、広瀬和雄らが提唱した「海浜型前方後円墳」の1つに数えられている。
古墳域は2010年（平成22年）に国の史跡に指定された。現在は史跡整備のうえで公開されている。

## 遺跡歴
- 1990-1993年度（平成2-5年度）、7次の発掘調査（旧大西町教育委員会・愛媛大学考古学研究室）[2][3]。
- 1995-1996年度（平成7-8年度）、史跡整備（旧大西町教育委員会）。
- 2010年（平成22年）8月5日、国の史跡に指定[4][5]。

## 墳丘
墳丘の規模は次の通り。
- 墳丘長：55.2メートル[6]または56メートル[2]
- 後円部
  - 直径：39.0メートル
  - 高さ：7メートル
- くびれ部
  - 幅：25.5メートル
- 前方部
  - 長さ：17メートル
  - 幅：33メートル（推定）
  - 高さ：4メートル

## 埋葬施設
埋葬施設は竪穴式石槨2基で、後円部に1基（1号石槨）、前方部に1基（2号石槨）が認められる。
1号石槨（後円部）は、後円部中央の墳頂に構築される。石室主軸は墳丘主軸と平行に東西方向とし、頭位は西方（後円部方向）とする。石室規模は長さ6.7メートル・幅0.9-1.1メートル（西側）・深さ0.8-0.9メートルを測る。内部には刳抜式木棺が据えられたと推測される。この石槨内からは後掲の副葬品が検出されている。現在は保護施設に覆われて保存されるほか、天井石が墳丘外に移設され展示されている。
2号石槨（前方部）は、前方部中央の墳頂に構築される。1号石槨同様に石室主軸は墳丘主軸と平行に東西方向とし、頭位も同様に西方とする。石室規模は長さ3.9メートル・幅0.7-0.75メートル・深さ0.5-0.6メートルを測る。こちらも内部には刳抜式木棺が据えられたと推測され、後掲の副葬品が検出されている。現在は天井石が墳丘外に移設され展示されている。

## 出土品
古墳からの出土品は次の通り。
- 1号石槨
  - 棺外：鉄剣・鉄斧・鉄刀子・鉇など
  - 棺内：鏡（痕跡）
- 2号石槨
  - 棺内：舶載斜縁四獣鏡（破砕鏡）、鉄器残片
- 墳丘
  - 二重口縁壺形土器 - 主にくびれ部で出土。
  - 器台形土器（伊予型特殊器台）

以上の出土品は今治市大西藤山歴史資料館で保管・展示されている。

## 文化財

### 国の史跡
- 妙見山古墳 - 2010年（平成22年）8月5日指定[4][5]。

## 現地情報
所在地
- 愛媛県今治市大西町宮脇乙（藤山健康文化公園内）

交通アクセス
- 鉄道：四国旅客鉄道（JR四国）予讃線 大西駅（徒歩約25分）

関連施設
- 今治市大西藤山歴史資料館 - 藤山健康文化公園内にある妙見山古墳の展示施設。

周辺
- 大井陵墓参考地（尊真親王陵墓参考地）

## 関連文献
（記事執筆に使用していない関連文献）
- 愛媛大学考古学研究室編 編『妙見山古墳発掘調査概報I（1990〜1991） 墳丘編 -愛媛県大西町所在-』大西町教育委員会、1992年。
- 愛媛大学考古学研究室編 編『妙見山古墳発掘調査概報II（1992） 埋葬施設編 -愛媛県大西町所在-』大西町教育委員会、1993年。
- 愛媛大学考古学研究室編 編『妙見山古墳発掘調査概報III（1993） 第7次調査 -愛媛県大西町所在-』大西町教育委員会、1994年。
- 愛媛大学考古学研究室監修 編『妙見山古墳群1号墳整備概報（1995～1996） -愛媛県大西町所在-』大西町教育委員会、1996年。